# Enquin-les-Mines
Enquin-les-Mines foi uma comuna francesa na região administrativa de Altos da França, no departamento de Pas-de-Calais. Estendia-se por uma área de 11,1 km². Em 2010 a comuna tinha 1 643 habitantes (densidade: 148 hab./km²).
Em 1 de janeiro de 2017, passou a formar parte da nova comuna de Enquin-lez-Guinegatte.